# Federico III di Goseck
Federico III di Goseck (Weißenburg, 1065 ca. – Zscheiplitz, 5 febbraio 1087) fu conte di Putelendorf o Bottendorf e conte palatino di Sassonia dal 1085 alla sua morte.

## Biografia
Era l'unico figlio del conte palatino di Sassonia Federico II e di Edvige di Baviera (ex Bavaria Oriunda).
Intorno al 1081 sposò Adelaide, figlia del margravio della marca del Nord Lotario Udo II di Stade, la quale nel 1085 gli diede un figlio, Federico IV.
Nel 1087, mentre cacciava nella sua proprietà di Zscheiplitz sull'Unstrut, fu assassinato da Reinardo di Reinstedt, Teodorico e Ulrico di Deutleben. Le ragioni del delitto non sono chiare, ma poiché gli assassini probabilmente provenivano da un avamposto settentrionale dello Harz, nei pressi delle proprietà dei conti di Goseck, si suppone si trattasse di controversie di vicinato.
In seguito, la sua vedova sposò Ludovico il Saltatore e Federico IV accusò il patrigno di essere il mandante dell'omicidio del proprio padre. Federico III era successo al padre a seguito dell'abdicazione di quest'ultimo. Quando Federico III venne ucciso, suo padre era ancora in vita, ma la contea palatina di Sassonia venne comunque eredita dal figlio infante Federico IV.